# Hotel Paper
Hotel Paper è il terzo album della cantautrice e chitarrista statunitense Michelle Branch, pubblicato il 24 giugno 2003.
L'album ha debuttato al secondo posto della classifica Billboard 200, vendendo 157 000 copie solo nella prima settimana, diventando così l'album di Michelle Branch che ha raggiunto il maggior numero di vendite. Sono stati estratti tre singoli, Are You Happy Now?, Breathe e 'Til I Get Over You.

## Tracce
1. "Intro" – 0:12
2. "Are You Happy Now?" (Michelle Branch, John Shanks) – 3:50
3. "Find Your Way Back" – 3:45
4. "Empty Handed" – 4:50
5. "Tuesday Morning" – 4:43
6. "One of These Days" – 3:23
7. "Love Me Like That" with Sheryl Crow (Branch, Shanks) – 4:35
8. "Desperately" – 3:06
9. "Breathe" (Branch, Shanks) – 3:32
10. "Where Are You Now?" – 3:26
11. "Hotel Paper" – 4:19
12. "'Til I Get Over You" (Branch, Shanks) – 4:10
13. "Everywhere" (Branch, Shanks) – 3:36 (International bonus track)
14. "The Game of Love" with Santana (Alex Ander, Rick Nowels) (International bonus track)
15. "It's You" – 3:14

## Classifiche
| Classifica (2003) | Posizione più alta |
| ----------------- | ------------------ |
| Australia         | 18                 |
| Canada            | 4                  |
| Francia           | 79                 |
| Germania          | 43                 |
| Giappone          | 8                  |
| Nuova Zelanda     | 4                  |
| Regno Unito       | 35                 |
| Stati Uniti       | 2                  |
| Svizzera          | 24                 |